# Witali Walentinowitsch Sljosow

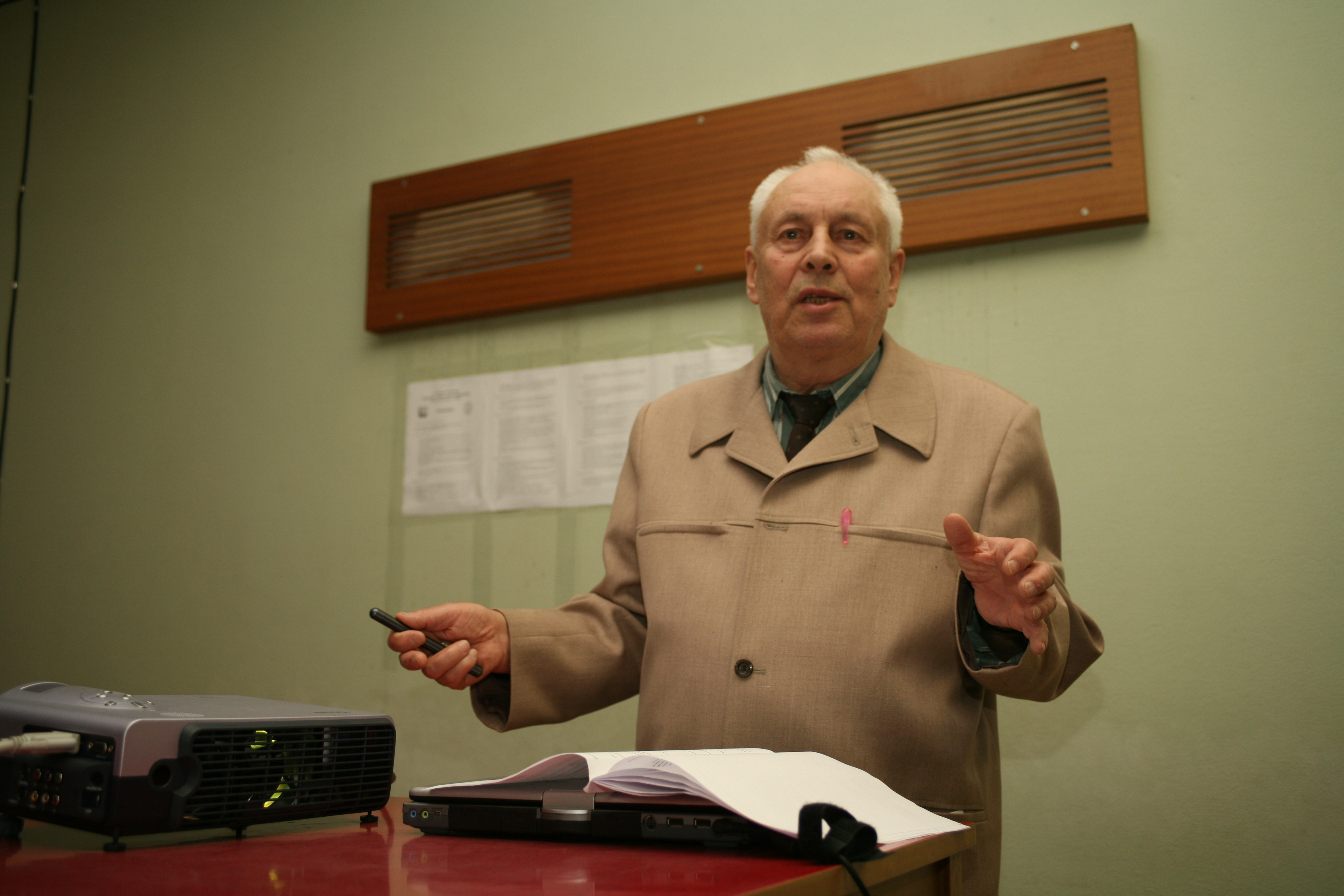
Witali Walentinowitsch Sljosow (2006)

Witali Walentinowitsch Sljosow (russisch Виталий Валентинович Слёзов; * 9. März 1930 in Sokol; † 30. Oktober 2013 in Charkow) war ein sowjetisch-ukrainischer Physiker.

## Leben
Sljosows Vater Walentin Petrowitsch Sljosow arbeitete in der Papierindustrie und wurde kurz nach der Geburt seines Sohnes nach Leningrad versetzt, während die Mutter Wera Michailowna Sljosowa Buchhalterin war. Nach Beginn des Deutsch-Sowjetischen Kriegs wurde Sljosow mit einer der letzten Kindergruppen 1941 aus dem belagerten Leningrad evakuiert und kam nach Scharja. 1944 kehrte er nach Leningrad zurück. Er studierte am Leningrader Polytechnischen Institut in der Fakultät für Physik und Mechanik mit Abschluss 1954.
Nach dem Studium ging Sljosow nach Charkow, wo er im Charkower Physikalisch-Technischen Institut (ChFTI) in der Abteilung für Festkörpertheorie unter der Leitung von Ilja Lifschiz arbeitete. Sljosow erhielt die Aufgabe, eine Theorie der Ostwald-Reifung zu entwickeln, die den diffusiven Zerfall eines übersättigten Mischkristalls mit Ausscheidung von Teilchen einer neuen Phase beschreibt. Seine Lösung führte zu einigen erfolgreichen Veröffentlichungen ab 1958. Nachdem unabhängig hiervon Carl Wagner seine gleichwertige Theorie der Ostwald-Reifung veröffentlicht hatte, wurde die Theorie als Lifschiz-Sljosow-Wagner-Theorie (LSW-Theorie) bekannt. 1959 verteidigte er mit Erfolg seine Dissertation über die Kinetik des diffusiven Zerfalls übersättigter Mischkristalle für die Promotion zum Kandidaten der physikalisch-mathematischen Wissenschaften.
Sljosow wurde 1973 Laboratoriumsleiter des ChFTI. Seine Forschungsschwerpunkte waren die Theorie der Phasenübergänge und die Supraleitung. Er wurde zum Doktor der physikalisch-mathematischen Wissenschaften promoviert und zum Professor ernannt.
Sljosow wurde 1993 zum Korrespondierenden Mitglied der Nationalen Akademie der Wissenschaften der Ukraine (NAN) gewählt.
Ab 1997 leitete Sljsosow eine Abteilung des ChFTI, das nun eine Universität geworden war.

## Ehrungen, Preise
- Staatspreis der USSR im Bereich Wissenschaft und Technik (1978) für eine Reihe von Arbeiten über die Theorie der nichtidealen Kristalle (zusammen mit den Koautoren)[2]
- Staatspreis der Ukraine (1993) für eine Reihe von Arbeiten über Phasen- und Strukturumwandlungen mit mikro- und nanokristalliner Elementverteilung und ihre Benutzung für die Gewinnung neuer metallischer Werkstoffe (zusammen mit dem Autorenkollektiv)[2]
- Verdienter Wissenschaftler und Techniker der Ukraine